# Sportclub Preußen 06 Münster 1997-1998
Questa voce raccoglie le informazioni riguardanti lo Sportclub Preußen 06 Münster nelle competizioni ufficiali della stagione 1997-1998.

## Stagione
Nella stagione 1997-1998 il Preussen Münster, allenato da Peter Vollmann, concluse il campionato di Regionalliga ovest-sudovest all'8º posto. In Coppa di Germania il Preussen Münster fu eliminato al primo turno dal Magonza.

## Rosa
| N. |                     | Ruolo | Calciatore        |
| -- | ------------------- | ----- | ----------------- |
| 2  | Germania (bandiera) | D     | Timo Kemming      |
| 4  | Germania (bandiera) | D     | Olaf Buschkötter  |
| 5  | Germania (bandiera) | D     | André Bertelsbeck |
| 6  | Germania (bandiera) | C     | Carsten Becker    |
| 7  | Germania (bandiera) | C     | Reinhard Geise    |
| 10 | Germania (bandiera) | D     | Thomas Ridder     |
| 11 | Germania (bandiera) | A     | Carsten Gockel    |
| 17 | Germania (bandiera) | D     | Heiko Kuhn        |
| 20 | Germania (bandiera) | A     | Marco Antwerpen   |
|    | Germania (bandiera) | P     | Dirk Hulliger     |

| N. |                      | Ruolo | Calciatore          |
| -- | -------------------- | ----- | ------------------- |
|    | Germania (bandiera)  | P     | Christopher Jürgens |
|    | Australia (bandiera) | P     | Danny Milošević     |
|    | Germania (bandiera)  | D     | Dirk Böcker         |
|    | Germania (bandiera)  | D     | Marco Gruszka       |
|    | Germania (bandiera)  | C     | Knut Hartwig        |
|    | Germania (bandiera)  | C     | Daniel Haxter       |
|    | Germania (bandiera)  | C     | Marko Jedlicka      |
|    | Germania (bandiera)  | C     | Gerrit Kemming      |
|    | Germania (bandiera)  | C     | Jürgen Serr         |
|    | Germania (bandiera)  | C     | Tobias Sumelka      |

## Organigramma societario
Area tecnica
- Allenatore: Peter Vollmann
- Allenatore in seconda:
- Preparatore dei portieri:
- Preparatori atletici:
- Analisi video:

## Calciomercato

### Sessione estiva
| Acquisti | Acquisti        | Acquisti             | Acquisti |
| R.       | Nome            | da                   | Modalità |
| -------- | --------------- | -------------------- | -------- |
| C        | Carsten Becker  | Hessen Kassel        |          |
| D        | Marco Gruszka   | VfR Sölde            |          |
| C        | Knut Hartwig    | Wuppertal            |          |
| C        | Marko Jedlicka  | Wattenscheid 09      |          |
| D        | Heiko Kuhn      | Rot-Weiß Lüdenscheid |          |
| A        | Sergej Kusmin   | SpVgg Beckum         |          |
| P        | Danny Milošević | Arminia Bielefeld    |          |
| C        | Tobias Sumelka  | Twente               |          |

| Cessioni | Cessioni          | Cessioni           | Cessioni |
| R.       | Nome              | a                  | Modalità |
| -------- | ----------------- | ------------------ | -------- |
| C        | Ralf Heskamp      | Eintracht Nordhorn |          |
| A        | Fred Klaus        | Weismain           |          |
| D        | Thomas Langbein   | Erkenschwick       |          |
| D        | Matthias Sellmann | Saarbrücken        |          |

### Sessione invernale
| Acquisti | Acquisti | Acquisti | Acquisti |
| R.       | Nome     | da       | Modalità |
| -------- | -------- | -------- | -------- |

| Cessioni | Cessioni       | Cessioni      | Cessioni |
| R.       | Nome           | a             | Modalità |
| -------- | -------------- | ------------- | -------- |
| C        | Lars Albers    | SuS Stadtlohn |          |
| D        | Raphael Gebker | SuS Stadtlohn |          |
| A        | Sergej Kusmin  | SpVgg Beckum  |          |

## Risultati

### Regionalliga ovest-sudovest

#### Girone di andata
| Arbitro: | Kynast |

|                        |           |                               |
| Antwerpen 17’ Serr 87’ | Marcatori | 18’ Ertl 58’ Riedl 74’ Ojigwe |

| Arbitro: | Gruse |

|            |           |            |
| Goulet 37’ | Marcatori | 45’ Becker |

| Arbitro: | Schräer |

|            |           |          |
| Gockel 71’ | Marcatori | 25’ Haan |

| Arbitro: | Wegener-Gärtner |

|                              |           |                          |
| Raschke 55’ Bettenstaedt 81’ | Marcatori | 24’ Antwerpen 38’ Becker |

| Arbitro: | Schneider |

|             |           |                                  |
| Podszus 25’ | Marcatori | 2’ Kemming 74’ Gockel 90’ Kusmin |

| Arbitro: | Haupt |

|                                 |           |  |
| Serr 1’, 51’ (rig.) Kemming 25’ | Marcatori |  |

| Arbitro: | Webers |

|                   |           |            |
| Weiszenbacher 56’ | Marcatori | 15’ Gockel |

| Arbitro: | Müller |

|  |           |                   |
|  | Marcatori | 87’ (rig.) Helmig |

| Arbitro: | Kuhl |

|                              |           |            |
| Katcharava 6’, 69’ Diane 58’ | Marcatori | 18’ Gockel |

| Arbitro: | Steinborn |

|                                          |           |                                            |
| Gockel 49’ Antwerpen 55’, 59’ Becker 62’ | Marcatori | 6’ Heeren 20’ (rig.) Scheinhardt 76’ Krohm |

| Arbitro: | Friedrichs |

|                    |           |                 |
| Šarić 63’ Hyza 80’ | Marcatori | 34’, 55’ Gockel |

| Münster 19 ottobre 1997, ore 15:00 CEST 12ª giornata | Preußen Münster | 0 – 0 referto | Paderborn-Neuhaus | Preußenstadion (2 430 spett.)\| Arbitro: \| Hülsenbeck \| |
| Arbitro:                                             | Hülsenbeck      |               |                   |                                                           |

| Arbitro: | Engler |

|                               |           |                             |
| Schlösser 9’ Pröpper 42’, 68’ | Marcatori | 72’ (rig.) Serr 90’ Kemming |

| Arbitro: | Kortholt |

|              |           |            |
| Jedlicka 73’ | Marcatori | 60’ Hubner |

| Salmtal 9 novembre 1997, ore 14:30 CET 15ª giornata | Salmrohr | 0 – 0 referto | Preußen Münster | Salmtalstadion (300 spett.)\| Arbitro: \| Müller \| |
| Arbitro:                                            | Müller   |               |                 |                                                     |

| Arbitro: | Hotop |

|             |           |                        |
| Sumelka 82’ | Marcatori | 54’ Lipinski 79’ Weber |

| Arbitro: | Weiss |

|                      |           |               |
| Zibert 46’, 63’, 70’ | Marcatori | 64’ Antwerpen |

#### Girone di ritorno
| Arbitro: | Kreyer |

|                                    |           |                       |
| Graf 1’, 28’ Berndt 69’ Junior 79’ | Marcatori | 42’ Gockel 84’ Haxter |

| Arbitro: | Neis |

|                                        |           |                                 |
| Kemming 12’ Jedlicka 47’ Antwerpen 64’ | Marcatori | 17’ N'Diaye 36’ (rig.) Mademann |

| Arbitro: | Plettenberg |

|             |           |                         |
| Moukrim 44’ | Marcatori | 37’ Jedlicka 64’ Gockel |

| Arbitro: | Werthmann |

|                          |           |                    |
| Serr 2’, 80’ Kemming 32’ | Marcatori | 15’ (rig.) Schmitz |

| Arbitro: | Sahler |

|               |           |  |
| Antwerpen 11’ | Marcatori |  |

| Arbitro: | Briesch |

|  |           |                               |
|  | Marcatori | 25’ Böcker 83’ Serr 87’ Geise |

| Arbitro: | Thiemer |

|                          |           |  |
| Becker 59’ Antwerpen 68’ | Marcatori |  |

| Arbitro: | Schäfer |

|           |           |                |
| Ayisi 81’ | Marcatori | 28’, 48’ Geise |

| Arbitro: | Webers |

|  |           |              |
|  | Marcatori | 22’ Mushinka |

| Arbitro: | Briesch |

|                                                          |           |                                       |
| Vanderbroeck 22’ Ibrahim 30’, 63’ Breitzke 85’ Krohm 87’ | Marcatori | 6’ (aut.) Scheinhardt 79’ (rig.) Serr |

| Arbitro: | Hülsenbeck |

|                               |           |                                     |
| Geise 5’ Antwerpen 29’ (rig.) | Marcatori | 15’ Šarić 52’, 75’ Ziga 56’ Tonello |

| Paderborn 13 aprile 1998, ore 15:00 CEST 29ª giornata | Paderborn       | 0 – 0 referto | Preußen Münster | Hermann-Löns-Stadion (7 000 spett.)\| Arbitro: \| Wegener-Gärtner \| |
| Arbitro:                                              | Wegener-Gärtner |               |                 |                                                                      |

| Münster 17 aprile 1998, ore 20:00 CEST 30ª giornata | Preußen Münster | 0 – 0 referto | LR Ahlen | Preußenstadion (2 650 spett.)\| Arbitro: \| Henes \| |
| Arbitro:                                            | Henes           |               |          |                                                      |

| Arbitro: | Müller |

|              |           |                                              |
| Bangoura 71’ | Marcatori | 19’, 47’, 65’, 68’, 85’ Antwerpen 40’ Haxter |

| Arbitro: | Prengel |

|                                         |           |  |
| Geise 15’ Kemming 39’ Ridder 45’ (rig.) | Marcatori |  |

| Arbitro: | Haupt |

|             |           |  |
| Weiland 86’ | Marcatori |  |

| Arbitro: | Webers |

|            |           |  |
| Ridder 41’ | Marcatori |  |

### Coppa di Germania
| Arbitro: | Hauer |

|                                                     |                      |                                                 |
| Serr 32’ (rig.) Jedlicka 61’                        | Marcatori            | 19’ Demandt 50’ Klopp                           |
| Gockel Sumelka Serr Antwerpen Böcker Gruszka Kusmin | Tiri di rigore 6 – 7 | Hayer Schmidt Spyrka Sohler Demandt Klopp Wache |

## Statistiche

### Statistiche di squadra
| Competizione                | Punti | In casa | In casa | In casa | In casa | In casa | In casa | In trasferta | In trasferta | In trasferta | In trasferta | In trasferta | In trasferta | Totale | Totale | Totale | Totale | Totale | Totale | DR |
| Competizione                | Punti | G       | V       | N       | P       | Gf      | Gs      | G            | V            | N            | P            | Gf           | Gs           | G      | V      | N      | P      | Gf     | Gs     | DR |
| --------------------------- | ----- | ------- | ------- | ------- | ------- | ------- | ------- | ------------ | ------------ | ------------ | ------------ | ------------ | ------------ | ------ | ------ | ------ | ------ | ------ | ------ | -- |
| Regionalliga ovest-sudovest | 49    | 17      | 8       | 4       | 5       | 27      | 19      | 17           | 5            | 6            | 6            | 30           | 29           | 34     | 13     | 10     | 11     | 57     | 48     | +9 |
| Coppa di Germania           | -     | 1       | 0       | 1       | 0       | 2       | 2       | 0            | 0            | 0            | 0            | 0            | 0            | 1      | 0      | 1      | 0      | 2      | 2      | 0  |
| Totale                      | 49    | 18      | 8       | 5       | 5       | 29      | 21      | 17           | 5            | 6            | 6            | 30           | 29           | 35     | 13     | 11     | 11     | 59     | 50     | +9 |

### Andamento in campionato
| Giornata  | 1  | 2  | 3  | 4  | 5  | 6  | 7  | 8  | 9  | 10 | 11 | 12 | 13 | 14 | 15 | 16 | 17 | 18 | 19 | 20 | 21 | 22 | 23 | 24 | 25 | 26 | 27 | 28 | 29 | 30 | 31 | 32 | 33 | 34 |
| --------- | -- | -- | -- | -- | -- | -- | -- | -- | -- | -- | -- | -- | -- | -- | -- | -- | -- | -- | -- | -- | -- | -- | -- | -- | -- | -- | -- | -- | -- | -- | -- | -- | -- | -- |
| Luogo     | C  | T  | C  | T  | T  | C  | T  | C  | T  | C  | T  | C  | T  | C  | T  | C  | T  | T  | C  | T  | C  | C  | T  | C  | T  | C  | T  | C  | T  | C  | T  | C  | T  | C  |
| Risultato | P  | N  | N  | N  | V  | V  | N  | P  | P  | V  | N  | N  | P  | N  | N  | P  | P  | P  | V  | V  | V  | V  | V  | V  | V  | P  | P  | P  | N  | N  | V  | V  | P  | V  |
| Posizione | 11 | 12 | 13 | 13 | 10 | 10 | 10 | 10 | 11 | 10 | 10 | 12 | 13 | 13 | 12 | 12 | 13 | 13 | 13 | 12 | 12 | 11 | 8  | 7  | 7  | 7  | 10 | 10 | 10 | 11 | 11 | 7  | 9  | 8  |

Legenda:

Luogo: C = Casa; T = Trasferta. Risultato: V = Vittoria; N = Pareggio; P = Sconfitta.

### Statistiche dei giocatori
| Giocatore      | Regionalliga West/Südwest (1994-2000) | Regionalliga West/Südwest (1994-2000) | Regionalliga West/Südwest (1994-2000) | Regionalliga West/Südwest (1994-2000) | Coppa di Germania | Coppa di Germania | Coppa di Germania | Coppa di Germania | Totale   | Totale | Totale      | Totale     |
| Giocatore      | Presenze                              | Reti                                  | Ammonizioni                           | Espulsioni                            | Presenze          | Reti              | Ammonizioni       | Espulsioni        | Presenze | Reti   | Ammonizioni | Espulsioni |
| -------------- | ------------------------------------- | ------------------------------------- | ------------------------------------- | ------------------------------------- | ----------------- | ----------------- | ----------------- | ----------------- | -------- | ------ | ----------- | ---------- |
| L. Albers      | 2                                     | 0                                     | 0                                     | 0                                     | 0                 | 0                 | 0                 | 0                 | 2        | 0      | 0           | 0          |
| M. Antwerpen   | 33                                    | 14                                    | 8                                     | 0                                     | 1                 | 0                 | 0                 | 0                 | 34       | 14     | 8           | 0          |
| C. Becker      | 24                                    | 4                                     | 0                                     | 0                                     | 1                 | 0                 | 0                 | 0                 | 25       | 4      | 0           | 0          |
| A. Bertelsbeck | 34                                    | 0                                     | 6                                     | 0                                     | 1                 | 0                 | 0                 | 0                 | 35       | 0      | 6           | 0          |
| O. Buschkötter | 20                                    | 0                                     | 0                                     | 0                                     | 1                 | 0                 | 0                 | 0                 | 21       | 0      | 0           | 0          |
| D. Böcker      | 32                                    | 1                                     | 8                                     | 0                                     | 1                 | 0                 | 0                 | 0                 | 33       | 1      | 8           | 0          |
| R. Gebker      | 1                                     | 0                                     | 0                                     | 0                                     | 0                 | 0                 | 0                 | 0                 | 1        | 0      | 0           | 0          |
| R. Geise       | 17                                    | 5                                     | 2                                     | 0                                     | 0                 | 0                 | 0                 | 0                 | 17       | 5      | 2           | 0          |
| C. Gockel      | 34                                    | 9                                     | 4                                     | 0                                     | 1                 | 0                 | 0                 | 0                 | 35       | 9      | 4           | 0          |
| M. Gruszka     | 14                                    | 0                                     | 1                                     | 0                                     | 1                 | 0                 | 0                 | 0                 | 15       | 0      | 1           | 0          |
| K. Hartwig     | 29                                    | 0                                     | 6                                     | 0                                     | 1                 | 0                 | 1                 | 0                 | 30       | 0      | 7           | 0          |
| D. Haxter      | 14                                    | 2                                     | 0                                     | 0                                     | 0                 | 0                 | 0                 | 0                 | 14       | 2      | 0           | 0          |
| D. Hulliger    | 14                                    | 0                                     | 0                                     | 0                                     | 0                 | 0                 | 0                 | 0                 | 14       | 0      | 0           | 0          |
| M. Jedlicka    | 22                                    | 3                                     | 4                                     | 0                                     | 1                 | 1                 | 0                 | 0                 | 23       | 4      | 4           | 0          |
| C. Jürgens     | 17                                    | 0                                     | 1                                     | 0                                     | 1                 | 0                 | 0                 | 0                 | 18       | 0      | 1           | 0          |
| G. Kemming     | 2                                     | 0                                     | 0                                     | 0                                     | 0                 | 0                 | 0                 | 0                 | 2        | 0      | 0           | 0          |
| T. Kemming     | 32                                    | 6                                     | 12                                    | 2                                     | 0                 | 0                 | 0                 | 0                 | 32       | 6      | 12          | 2          |
| H. Kuhn        | 16                                    | 0                                     | 2                                     | 0                                     | 0                 | 0                 | 0                 | 0                 | 16       | 0      | 2           | 0          |
| S. Kusmin      | 12                                    | 1                                     | 0                                     | 0                                     | 1                 | 0                 | 0                 | 0                 | 13       | 1      | 0           | 0          |
| D. Milošević   | 3                                     | 0                                     | 0                                     | 0                                     | 0                 | 0                 | 0                 | 0                 | 3        | 0      | 0           | 0          |
| T. Ridder      | 28                                    | 2                                     | 4                                     | 0                                     | 0                 | 0                 | 0                 | 0                 | 28       | 2      | 4           | 0          |
| J. Serr        | 26                                    | 8                                     | 3                                     | 0                                     | 1                 | 1                 | 0                 | 0                 | 27       | 9      | 3           | 0          |
| T. Sumelka     | 25                                    | 1                                     | 1                                     | 0                                     | 1                 | 0                 | 0                 | 0                 | 26       | 1      | 1           | 0          |